# 미국의 대일 선전포고

미국의 대일 선전포고는 일본 제국이 미국을 기습공격한 진주만 공격의 다음 날인 1941년 12월 8일 미 의회에 의해 선포되었다. 공식 명칭은 "일본 제국 정부와 미국 정부 및 국민 사이에 전쟁 상태가 존재함을 선언하고 이를 기소할 규정을 마련하는 공동 결의안"(Joint Resolution Declaring that a state of war exists between the Imperial Government of Japan and the Government and the people of the United States and making provisions to prosecute the same)이다.
12월 8일 낮 12시 30분 의회에서 프랭클린 D. 루즈벨트가 유명한 치욕의 날 연설을 행하고 1시간 뒤 상원과 하원을 통과하였다. 상원에서 82 대 0표, 하원에서 388 대 1표를 얻었는데, 하원의 유일한 반대자는 최초의 여성 국회의원으로 잘 알려진 몬태나주의 공화당 소속 의원 저넷 랭킨으로, 제1차 세계대전 참전에도 반대표를 던진 평화주의자였다. 같은 날 오후 4시 10분 루즈벨트가 선언문에 서명하였다.

## 같이 보기
- 치욕의 날 연설
- 진주만 공습
- 태평양 전쟁
- 일본의 대미영 선전포고
- 영국의 대일 선전포고